# Start Me Up
Start Me Up ist ein Lied der Rolling Stones. Es erschien 1981 auf dem Album Tattoo You und wurde vorab als Single ausgekoppelt. Komponiert wurde das Stück von Mick Jagger und Keith Richards. Die Single wurde am 6. August 1981 in den USA, Großbritannien und Deutschland mit der B-Seite No Use in Crying veröffentlicht und erreichte im selben Jahr für zwei Monate Platz 2 der US-amerikanischen Charts.

## Entstehung
Das Lied wurde ursprünglich während der Aufnahmesessions für das Album Sticky Fingers (1970) erstmals als Demoversion aufgenommen. Mitte der 1970er-Jahre wurde eine Reggae-Version unter dem Titel Never Stop verändert eingespielt. Diese Variante wurde bislang nicht offiziell veröffentlicht, sondern ist nur als Bootleg-Version erhältlich. Eine weitere Aufnahme des Stücks entstand während der Sessions für das Album Some Girls im Jahr 1978. Aufnahmestudios waren die Pathé Marconi Studios in Paris, die Compass Point Studios in Nassau (Bahamas) und die Electric Lady Studios in New York.

## Aufbau
Das Lied besteht im Grundmuster nur aus den drei Akkorden C-Dur, F-Dur und B-Dur und einem in der Bridge verwendeten zusätzlichem Es-Akkord, wobei die Gitarren in Open G gestimmt sind.

## Windows 95
Beginnend mit der Markteinführung des Betriebssystems Windows 95 im Jahr 1995 verwendete die Firma Microsoft das Lied für eine Marketingkampagne. In der Werbung wurde das damals neue Start-Menü hervorgehoben, weshalb das Lied zum Thema der Werbung passte.
Die Verhandlungen zur Nutzung des Lieds führte seitens Microsoft der für Windows 95 verantwortliche Brad Silverberg. Er berichtet, dass die Verhandlungen mit den Köpfen der Rolling Stones bis zuletzt schwierig waren. Mick Jagger sträubte sich zunächst aus künstlerischen Gründen gegen die Lizenzierung des Liedes. In Anbetracht der Verhandlungssumme von 3 Millionen US-Dollar bewegte Keith Richards ihn zum Einlenken und Start Me Up wurde das erste Lied der Rolling Stones, das Verwendung in einem Werbespot fand. 
Brad Silverberg berichtet weiter, dass Microsoft zunächst eine Art Liveversion des Stücks erhielt. Diese Aufnahme jüngeren Datums hätte Mick Jagger und Keith Richards, im Gegensatz zu den Beteiligten an der Studioversion, deutlich höhere Einnahmen versprochen. Microsoft bestand aber auf der vertrauten Studioversion und erhielt sie zur weiteren Nutzung.

## Kommerzieller Erfolg

### Chartplatzierungen
| ChartsChartplatzierungen       | Höchstplatzierung | Wochen/ Monate |
| ------------------------------ | ----------------- | -------------- |
| Deutschland (GfK)              | 36 (11 Wo.)       | 11 Wo.         |
| Österreich (Ö3)                | 14 (1,5 Mt.)      | 1,5 Mt.        |
| Schweiz (IFPI)                 | 5 (8 Wo.)         | 8 Wo.          |
| Vereinigte Staaten (Billboard) | 2 (24 Wo.)        | 24 Wo.         |
| Vereinigtes Königreich (OCC)   | 7 (9 Wo.)         | 9 Wo.          |

### Auszeichnungen für Musikverkäufe
| Land/Region                  | Auszeichnungen für Musikverkäufe (Land/Region, Auszeichnung, Verkäufe) | Verkäufe  |
| ---------------------------- | ---------------------------------------------------------------------- | --------- |
| Australien (ARIA)            | 3× Platin                                                              | 210.000   |
| Dänemark (IFPI)              | Gold                                                                   | 45.000    |
| Italien (FIMI)               | Platin                                                                 | 70.000    |
| Neuseeland (RMNZ)            | 3× Platin                                                              | 90.000    |
| Spanien (Promusicae)         | Platin                                                                 | 60.000    |
| Vereinigtes Königreich (BPI) | Platin                                                                 | 600.000   |
| Insgesamt                    | 1× Gold · 9× Platin ·                                                  | 1.075.000 |

Hauptartikel: The Rolling Stones/Auszeichnungen für Musikverkäufe